# Mount Lee (Kalifornien)
Der Mount Lee (521 m) ist ein Berg in den Santa Monica Mountains.
Auf seiner Südseite befindet sich der bekannte Hollywood-Schriftzug. Die Bergspitze hinter den berühmten Buchstaben erlebte wechselhafte Zeiten. Das filmische Multitalent Mack Sennett, der in über 300 Filmen Regie geführt hatte, als Schauspieler aufgetreten war und als Sänger und Tänzer brilliert hatte, wollte sich hier den Traum von einer riesigen Villa erfüllen. Die Umsetzung des Plans scheiterte schließlich an finanziellen Problemen. Sennett verkaufte das Bergplateau an einen Mann namens Don Lee, der sein Geld mit Autoverkäufen gemacht hatte und eine Fernsehstation betrieb, die erste amerikanische außerhalb New Yorks. Ihm zu Ehren wurde das Areal umbenannt und heißt bis heute Mount Lee. An der höchsten Stelle befindet sich immer noch ein eingezäuntes Areal mit Sendeanlagen und einem Funkturm.